# Lloyd Eisler
Lloyd Edgar Eisler (* 28. April 1963 in Seaforth, Ontario) ist ein ehemaliger kanadischer Eiskunstläufer, der im Paarlauf startete.
Seine erste Eiskunstlaufpartnerin, mit der er bei den Senioren international in Erscheinung trat, war Katherina Matousek. Mit ihr belegte er 1983 bei der ersten gemeinsamen Weltmeisterschaft den zehnten Platz. 1984 wurden Eisler und Matousek kanadische Paarlaufmeister. Sie beendeten die Olympischen Spiele in Sarajevo auf dem achten Platz und die Weltmeisterschaft auf dem fünften Platz. Bei ihrem letzten gemeinsamen Auftritt gewannen sie 1985 bei der Weltmeisterschaft in Tokio mit Bronze hinter den sowjetischen Paaren Jelena Walowa und Oleg Wassiljew sowie Larissa Selesnjowa und Oleg Makarow ihre einzige bedeutende Medaille. Danach trennte sich das Eislaufpaar.
Eisler setzte seine Karriere 1987 erfolgreich mit Isabelle Brasseur fort. Mit ihr wurde er 1989 und von 1991 bis 1994 kanadischer Meister. Sie nahmen zwischen 1988 und 1994 an Weltmeisterschaften teil. Von 1990 bis 1994 erreichten sie immer das Podium. 1992 gewannen sie die Bronzemedaille, 1990, 1991 und 1994 wurden sie Vize-Weltmeister und 1993 in Prag Weltmeister. Eisler und Brasseur bestritten zusammen drei Olympische Spiele. 1988 in Calgary belegten sie den neunten Platz und 1992 in Albertville sowie 1994 in Lillehammer gewannen sie die Bronzemedaille. Es waren die ersten Paarlaufmedaillen bei Olympischen Spielen für Kanada seit dem Gewinn der Bronzemedaille von Debbi Wilkes und Guy Revell 1964. Die Choreografin von Eisler und Brasseur war Uschi Keszler.
Nach ihrem Karriereende 1994 organisierten Eisler und Brasseur Eiskunstlauf-Veranstaltungen in ganz Kanada, um Geld für schwerkranke Kinder zu sammeln und ihnen Wünsche zu erfüllen.
Zusammen mit Brasseur schrieb Eisler 1996 das Buch To Catch a Dream und den Nachfolgetitel The Professional Years.
2006 trat Eisler bei FOX in der Sendung Skating with Celebrities (Eiskunstlauf mit Prominenten) zusammen mit der Schauspielerin Kristy Swanson auf. Berichten zufolge begann diese Affäre, als seine Frau Marcia mit ihrem zweiten Kind im achten Monat schwanger war. Eisler dementierte, doch seine Frau Marcia trennte sich von ihm. Swanson und Eisler wurden am 15. Februar 2007 Eltern eines Sohnes und heirateten im Februar 2009.
Mit Wirkung zum 6. Oktober 2006 wurde Eisler vom kanadischen Eislaufverband für ein Jahr als Trainer suspendiert. Er hatte einer 15 Jahre alten Schülerin eine E-Mail mit sexuell anzüglichem Inhalt gesendet. Da Eisler ohnehin in den USA trainierte, traf ihn die Sperre nicht. Anklage wurde nicht erhoben.

## Ergebnisse

### Paarlauf
(mit Katherina Matousek)
| Wettbewerb / Jahr          | 1983 | 1984 | 1985 |
| -------------------------- | ---- | ---- | ---- |
| Olympische Winterspiele    |      | 8.   |      |
| Weltmeisterschaften        | 10.  | 5.   | 3.   |
| Kanadische Meisterschaften | 3.   | 1.   |      |

(mit Isabelle Brasseur)
| Wettbewerb / Jahr          | 1988 | 1989 | 1990 | 1991 | 1992 | 1993 | 1994 |
| -------------------------- | ---- | ---- | ---- | ---- | ---- | ---- | ---- |
| Olympische Winterspiele    | 9.   |      |      |      | 3.   |      | 3.   |
| Weltmeisterschaften        | 7.   | 7.   | 2.   | 2.   | 3.   | 1.   | 2.   |
| Kanadische Meisterschaften | 2.   | 1.   | 3.   | 1.   | 1.   | 1.   | 1.   |